# نبأ
سوره نبأ در مکه نازل شده و دارای ۴۰ آیه‌  است. کلمه نبأ به معنی خبر است.

## نام‌ها
نامگذاری این سوره به «نبأ» خاطر تعبیری است که در آیه دوم آن آمده‌است. نام دیگر سوره، به مناسبت آغاز سوره عم به معنی «از چه؟» است. و نام دیگرش، تساؤل می‌باشد، یعنی «از هم پرسیدن». به نام معصرات هم ذکر شده‌است.

## نزول
بعد از سوره معارج در سال دوم بعثت در مکه نازل شده‌است.

## محتوای سوره
در این سوره از موضوعات زیر سخن به میان رفته:
- سؤالی که در آغاز سوره، از حادثه بزرگ (نبا عظیم) یعنی: روز قیامت مطرح شده‌است.
- بیان نمونه‌هایی از مظاهر قدرت خداوند در آسمان و زمین و زندگی انسان‌ها (به عنوان دلیلی بر امکان معاد و رستاخیز)
- نشانه‌های آغاز رستاخیز را بیان می‌دارد.
- گوشه‌ای از عذابهای دردناک طغیانگران را وصف می‌کند.
- به دنبال آن قسمتی از نعمت‌ها و مواهب بهشتی را شرح می‌دهد.
- با انذار شدیدی از عذاب نزدیک، و سپس ذکر سرنوشت بد کافران سوره پایان می‌گیرد.

## فضیلت
- در حدیثی از پیامبر اسلام آمده‌است: کسی که سوره عم یتسائلون را بخواند خداوند از نوشیدنی خنک و گوارای بهشتی در قیامت سیرابش می‌کند.
- و نیز در حدیث دیگری از او نقل شده: کسی که آن رابخواند و حفظ کند حساب او در روز قیامت (چنان سریع انجام می‌گیرد که) به مقدار خواندن یک نماز خواهد بود.